# 小行星14158
小行星14158（14158 Alananderson）是一颗绕太阳运转的小行星，为主小行星带小行星。该小行星于1998年9月26日发现。

## 轨道参数
小行星14158的轨道半长轴为2.4486964 UA，离心率为0.098。